# آرتم مجینیان
آرتم مارگاری مجینیان (ارمنی: Արտեմ Մարգարի Մեջինյան؛  زادهٔ ۲۹ نوامبر ۱۹۱۳ - درگذشته ۸ نوامبر ۱۹۹۸) نوازنده کمانچه اهل ارمنستان بود.

## زندگی‌نامه
وی در ۲۹ نوامبر ۱۹۱۳ در کوتی به دنیا آمد و از کالج دولتی موسیقی رومانوس ملیکیان فارغ‌التحصیل گشت. وی همچنین برنده جوایزی همچون هنرمند مردمی ارمنستان شوروی (۱۹۸۶)، هنرمند شایسته ارمنستان شوروی (۱۹۶۱) و روبان نشان برجسته افتخار شد. وی در ۸ نوامبر ۱۹۹۸ در سن ۸۴ سالگی در ایروان درگذشت.

## نگارخانه

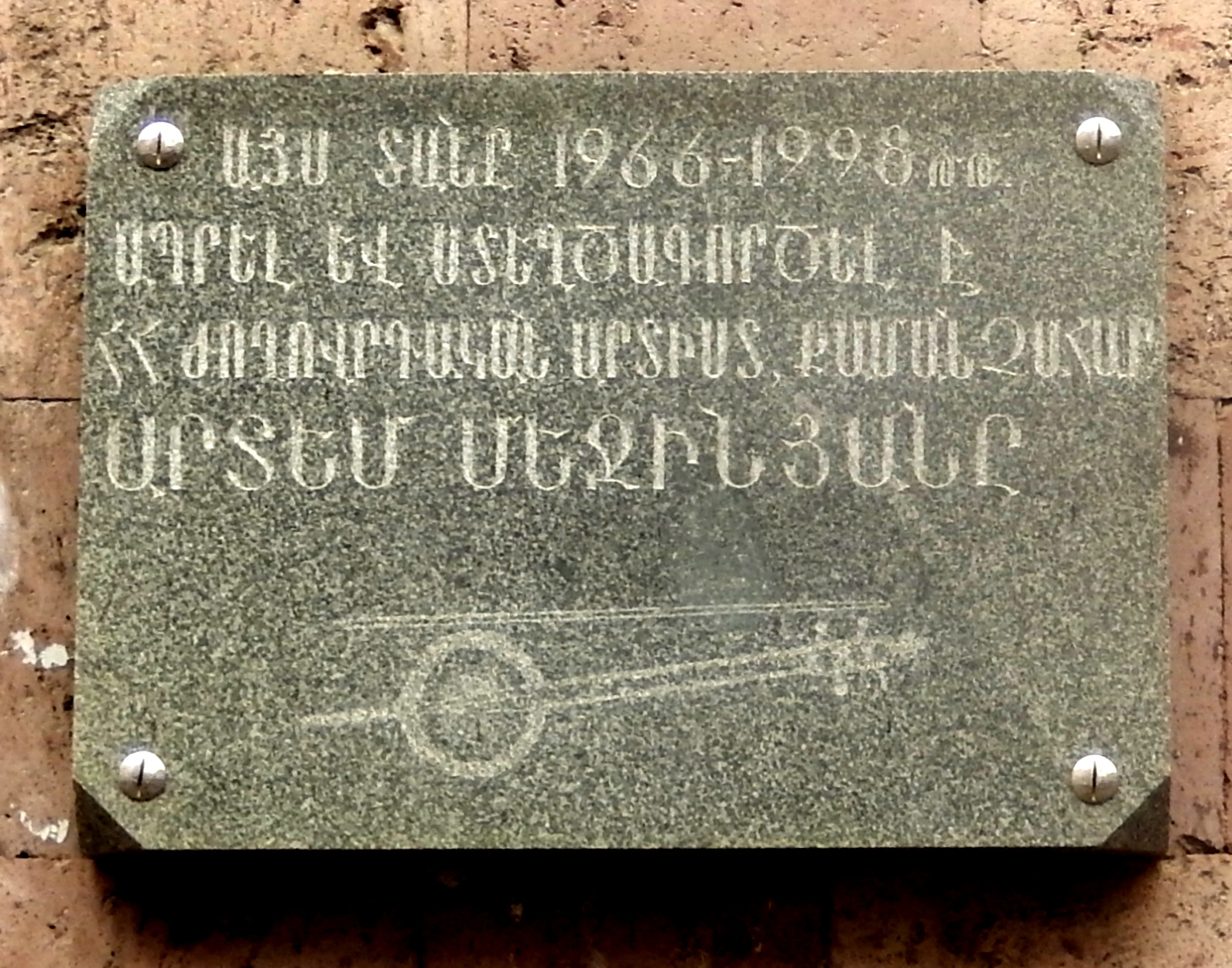